# Amenhotep I

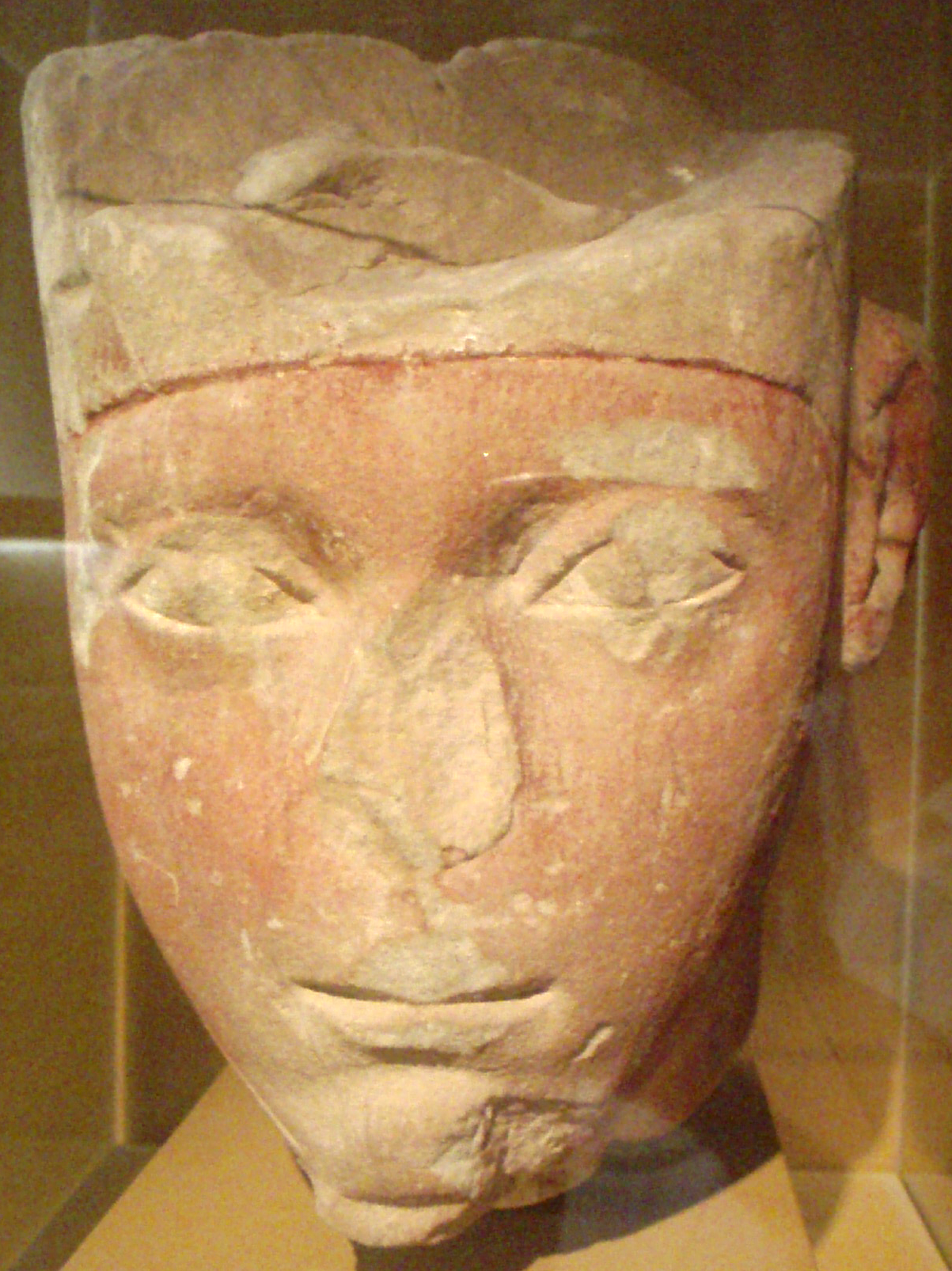
Huvudet från en staty av Amenhotep I.

Amenhotep I, alternativ stavning är Amenophis, var en fornegyptisk farao och den andra kungen i artonde dynastin under Nya riket vars regeringstid vanligen är angiven till 22 år mellan 1525 och 1504 f.Kr.

## Biografi
Amenhotep I var son till Ahmose och hans drottning Ahmose-Nefertari. Amenhotep dog barnlös och hans syster Ahmose-Merytamun fick föra det kungliga blodet vidare genom sitt giftermål med Thutmosis I, en officer i armén. Därmed kom det egentliga slutet för Egyptens sjuttonde dynasti på den manliga sidan efter hans död. Amenhotep I fortsatte det reformarbete som Ahmose påbörjat och han genomförde en militär kampanj mot Nubien. Amenhotep I byggde också flera monument i Abydos, El Kab och i Thebe. Vid Lisht finns en mindre pyramid som tillskrivs Amenhotep I.
Det är inte känt var Amenhotep I:s ursprungliga grav finns, men det är tänkbart att den östra utbyggnaden av KV39 i Konungarnas dal uppfördes till Amenhotep I. Amenhotep I:s mumie hittades 1881 i TT320.